# War Master
War Master (рус. Мастер войны) — третий студийный альбом британской дэт-метал группы Bolt Thrower. Он был записан на Slaughterhouse studios в сентябре 1990 года, спродюсирован Колином Ричардском и самой группой, и издан на лейбле Earache Records в феврале 1991 года. Интересным фактом является, что спустя 2 недели после записи альбома группой в студии произошёл пожар, после чего она выгорела дотла.
Альбом продемонстрировал отход группы от большинства элементов грайндкора, которыми доминировал предыдущий альбом Realm of Chaos - Slaves to Darkness. Бласт-бит применяеся только в трёх песнях — «What Dwells Within», «War Master», и «Afterlife». Звучание альбома стало почти типичным для дэт-метала — более медленным и мелодичным по сравнению с предшественником. Гитарное соло и гитарные партии в альбоме стали более сложными и хаотичными.
Песня Cenotaph представляет тематическое продолжение песни World Eater из предыдущего альбома Realm of Chaos. Так, окончание гитарных риффов предыдущей песни совпадает с началом гитарных риффов последующей.

## Список композиций
Все композиции были написаны группой Bolt Thrower.
| №                   | Название                                                   | Длительность |
| ------------------- | ---------------------------------------------------------- | ------------ |
| 1.                  | «Intro... Unleashed (Upon Mankind)»                        | 6:13         |
| 2.                  | «What Dwells Within»                                       | 4:18         |
| 3.                  | «The Shreds of Sanity»                                     | 3:26         |
| 4.                  | «Profane Creation»                                         | 5:32         |
| 5.                  | «Destructive Infinity» (бонус-трек, доступен только на CD) | 4:14         |
| 6.                  | «Final Revelation»                                         | 3:55         |
| 7.                  | «Cenotaph»                                                 | 4:03         |
| 8.                  | «War Master»                                               | 4:17         |
| 9.                  | «Rebirth of Humanity»                                      | 4:01         |
| 10.                 | «Afterlife»                                                | 5:59         |
| Общая длительность: | Общая длительность:                                        | 46:03        |

## Участники записи
- Карл Уиллетс — вокал
- Гэвин Уорден — гитара
- Барри Томпсон — гитара
- Эндри Уэйл — барабаны
- Джо Бенч — бас-гитара
- Колин Ричардсон — запись, продюсирование

Оформление
- Лутон Синфелд — фотография
- Питт Кнайфон, Иан Коокие, и Махио — графика, артворк-дизайн